# Joachim Friedrich Resen
Joachim Friedrich Resen (* 1680 in Anhalt-Dessau; † 14. Februar 1764 in Berlin) war ein preußischer Kriegs-, Hof- und Steuerrat sowie Finanzbeamter unter König Friedrich Wilhelm I. und Friedrich II. in Preußen.

## Laufbahn
Resen studierte um 1700 an der Universität Halle und kam anschließend als Regimentsquartiermeister und Auditeur im Spanischen Erbfolgekrieg nach Italien. Ab 1710 war er Kriegs- und Steuerrat in Berlin und wurde am 28. Januar 1716 zu einem der ersten Beamten der General-Rechenkammer berufen. Dort versah er durchgängig 48 Jahre lang seinen Dienst. Zunächst als Geheimsekretär angestellt, erhielt er mit seiner Beförderung am 28. September 1717 das Prädikat Hofrat mit Sitz- und Stimmrecht im Kollegium.
Nach der Gründung des Generaldirektoriums kam er im Jahr 1723 als Geheimer Rat zur Kriegs-Rechenkammer ins erste Departement dieses Kollegiums. Nach Vereinheitlichung der beiden Behörden beförderte ihn Friedrich II. 1744 zum zweiten Direktor der Oberrechenkammer. Nach einer Diskussion im Generaldirektorium, ob die Präsidentenstelle der Behörde nach von Pipers Tod 1752 beseitigt werden sollte, bestimmte der König per Kabinettsordre das Weiterbestehen des Präsidentenamts auf Kosten der Sekretärs- und Kanzlistenposten. Am 18. Juli 1752 übertrug er Resen mit einer Gehaltszulage von 180 Talern schließlich dieses Amt, das dieser bis zu seinem Tod innehatte. Unter ihm verschärfte und vereinheitlichte der König die Bestimmungen zur Rechnungsrevision.
Als Domänenkammerregistrator gehörte Resen 1743 der Kanzlei der Kriegs- und Domänenkammer Breslau an, die im Königlichen Kammerhaus tagte.

## Privatleben
Joachim Friedrich Resen heiratet vor 1725. Er wohnte mit seiner Familie zur Miete in der Breiten Straße bei der Hauptmannswitwe Werncke in Berlin.
Sein Sohn Carl August Resen (geb. 12. Februar 1725) war der spätere Direktor der Oberrechenkammer bis 1780.